# Mustafā al-Nahhās
Mustafā al-Nahhās (àrab: مصطفى النحاس, Muṣṭafà an-Naḥḥās) (Samanud, Gharbiyya,15 de juny de 1879 - el Caire, 23 d'agost de 1965) fou un polític egipci d'origen camperol. Va estudiar dret i va arribar a jutge.
En el període d'agitació anti-britànica de 1919 es va dedicar a la política i va col·laborar cada cop més estretament amb Sad Zaghlul al partit Wafd. El va acompanyar al seu exili a les Seychelles. Quan va tornar fou elegit al Parlament (1924) i va ser ministre de comunicacions al govern de Zaghlul. El 1926 fou elegit altre cop diputat però vetat com a ministre pels britànics. El 1927 fou vicepresident i després president de la Cambra. A la mort de Zaghlul el 23 d'agost de 1927 va agafar la direcció del Wafd (disputada per un nebot de Zaghlul), que era el partit majoritari en eleccions lliures. Es va casar amb Zeinab el-Wekil que era més de 30 anys més jove que ell.
Va formar govern el 16 de març de 1928 fins al 27 de juny de 1928 i l'1 de gener de 1930 fins al 20 de juny de 1930, però fou apartat pel rei per divergències d'opinió. El 1936 després d'una gran victòria a les urnes va ser cridat a formar govern (9 de maig de 1936) i va presidir una delegació de tots els partits que va negociar el tractat amb els britànics que atorgava a Egipte una independència nominal (14 de novembre de 1936). El 1937 va resultar ferit pels "Camises Verdes" una organització reialista de caràcter feixista. Un conflicte amb el rei va suposar la seva caiguda el 29 de desembre de 1937 si bé va formar govern el seu company de partit Muhammad Mahmud Pasha fins a noves eleccions el 1938 en que el Wafd va perdre la majoria.
L'orientació cada vegada més favorable al III Reich dels governs egipcis durant la guerra, va impulsar a Sir Miles Wedderburn Lampson, alt comissionat fins al 1936 i que restava al país formalment com ambaixador, a una gestió amb el rei Faruk I en la que li va imposar la destitució del primer ministre (sense partit) Hussein Sirri Pasha (5 de febrer de 1942) nomenant al seu lloc a Mustafa al-Nahhas. Oliver Lyttelton fou nomenat Ministre Resident a l'Orient Mitja (19 de febrer) continuant Lampson com ambaixador, amb el que Gran Bretanya tornava a agafar un paper protagonista a la política egípcia. El Wafd no era especialment pro-britànic però va donar proves de la seva lleialtat a la Gran Bretanya; no obstant el poble el va veure com un govern establert pels britànics i col·laboracionista amb aquestos i el Wafd va perdre prestigi, agreujat per la corrupció i les maneres autocràtiques de Nahhas (a més de la influència mal vista de la seva dona).
En absència de Lampson, el 10 d'octubre de 1944, el rei va destituir a al-Nahhas i va nomenar a Ahmad Maher Pasha del Partit Saadista Institucional, Nahhas es va sentir traït i va passar a l'oposició iniciant una violenta campanya anti-britànica. Va triomfar a les eleccions del gener de 1950 i el dia 12 al-Nahhas va formar govern per cinquena vegada, i va exigir immediatament la retirada britànica i la unificació de l'Egipte i el Sudan. Al no haver-hi progressos a les negociacions, va derogar de manera unilateral el tractat de 14 de novembre de 1936 que atorgava la independència al país però reservant alguns drets als britànics, i va declarar l'estat d'urgència. La tensió va arribar al punt culminant amb l'incendi del Caire el 25 de gener de 1952 conegut com a "Dissabte Negre". Nahhas va proclamar la llei marcial (diumenge 26) i es va autoproclamar "governador militar". El dillums 27 el rei Faruk destituïa a Nahhas i nomenava (per tercera vegada) a Ali Mahir Pasha, del Partit Itihad (reialista).
Al-Nahhas era a Europa de viatge quan es va produir el cop d'estat dels Oficials Lliures el juliol de 1952. Va retornar en avió pensant que els militars restituirien el partit Wafd al poder, però els joves oficials tenien altres plans. Ans al contrari el Wafd fou dissolt i al-Nahhas va ser apartat de la presidència del partit, restant un any empresonat (1953-1954), i la seva esposa fou jutjada per corrupció (i va haver de pagar una multa i les propietats li foren confiscades). Al-Nahhas fou privat de drets civils i polítics fins al 1960. Va viure apartat de la política però conservant una notable simpatia popular, fins a la seva mort el 23 d'agost de 1965. El seu enterrament fou multitudinari.